# 石山脩平
石山 脩平（いしやま しゅうへい、旧姓：小林、1899年11月18日 - 1960年6月18日）は、日本の教育学者。東京教育大学初代教育学部長。専門はギリシア教育史。梅根悟とともに教育課程「コア・カリキュラム」を推進した。伝統的な三読法（通読・精読・味読）を提唱した。

## 経歴
静岡県出身。静岡県浜松師範学校、東京高等師範学校を経て、1929年に京都帝国大学文学部哲学科を卒業。東京文理科大学教授、1949年、東京教育大学初代教育学部長。1952年、「ポリス教育の成立と性格」で広島文理科大学より文学博士の学位を取得。1955年6月、小、中学校における教科書関係事件に関し衆議院行政監察特別委員会に証人喚問された。

## 著書
- 『弁証的教育学』（厚生閣） 1934[3]
- 『教育的解釈学』（賢文館） 1935
- 『西洋教育史講義案 羅馬教育史』（賢文館） 1936
- 『教育学要義』（三省堂） 1937
- 『西洋教育史講義案 近世教育史』（賢文館） 1937
- 『西洋教育史講義案』（賢文館） 1937
- 『西洋教育史講義案. 中世教育史』（賢文館） 1937
- 『新学習指導要論』（目黒書店） 1938
- 『師道と教養』（賢文館） 1939
- 『西洋教育史概説』（目黒書店） 1939
- 『全体主義と日本教育』（第一出版協会） 1940
- 『国民教育要論』（目黒書店、東亜教育叢書） 1940
- 『民主教育論』（河出書房、教育文庫） 1948
- 『地域社会学校』（金子書房、教育学全書） 1949
- 『教育学ノート』（河出書房） 1950
- 『新教育講話』（富士書店） 1950
- 『西洋古代中世教育史』（有斐閣全書） 1950
- 『親と教師の教育学』（社会教育協会） 1951
- 『現代教育論』（朝倉書店） 1952
- 『西洋近代教育史』（有斐閣全書） 1953
- 『一般教育原理』（金子書房、大学教職課程シリーズ） 1954
- 『プラトン』（牧書店、西洋教育史） 1957
- 『教職者の倫理』（牧書店） 1959

### 共編著
- 『国民学校皇民錬成読方指導形態』（根津貞六共著、弘学社） 1940
- 『学習指導の目標と計画』（木宮乾峰共著、千代田出版社） 1948
- 『コア・カリキュラムの精神』（誠文堂新光社） 1949
- 『新教育の構想 アメリカの文化・教育を批判して』（長田新共著、フエニックス書院） 1949
- 『新教育の主要問題』（白石一誠共著、白馬書房） 1949
- 『教育原理』（編、誠文堂新光社、教職教養シリーズ） 1950
- 『母親教室』（波多野完治共編、大日本雄弁会講談社） 1951
- 『明日の小学校教育』（木宮乾峰共編、東洋館出版社、初等教育新書） 1953
- 『日本の運命と教育』（長田新共著、牧書店、牧教育新書） 1953
- 『学校』（編、有斐閣、らいぶらりい・しりいず） 1954
- 『教師と教養』（編、朝倉書店） 1954
- 『現代日本の教師』（木下一雄, 重松鷹泰共編、東洋館出版社、初等教育新書） 1954
- 『子どもを生かす学習指導法』（大橋富貴子共編、東洋館出版社、初等教育新書） 1954
- 『子どもの道徳性を育てる』（木宮乾峰共編、東洋館出版社、初等教育新書） 1954
- 『社会科教育』（村上俊亮共編、新日本教育教会） 1954
- 『教育小辞典』（梅根悟共編、金子書房） 1955
- 『修学旅行 その計画から整理まで遠足・見学・夏期施設を含む』（編著、大学出版協会） 1955
- 『大学入試方法の検討』（小保内虎夫共編、中山書店） 1956
- 『現場の学習指導』（編、東洋館出版社、学習指導新書） 1957
- 『道徳の時間 内容・計画・指導法』（小沼洋夫, 坂本経雄共編、新日本教育協会） 1958
- 『新・家庭教育読本』（編、新日本教育協会） 1959
- 『読書とマス・コミュニケーション』（波多野完治, 阪本一郎共編、牧書店） 1959

## 翻訳
- 『効果のある学習指導法』（ジェームス・L・マーセル、秀英出版） 1953
- 『学校集団 その構造と指導の生態』（ウィラード・ウォーラー、橋爪貞雄共訳、明治図書出版） 1957